# Muajir ibne Calide
Muajir ibne Calide ibne Alualide (em árabe: مهاجر ابن خالد ابن الوليد; romaniz.: Muhājir ibn Khalid ibn al-Walīd; m. 657) foi um soldado árabe no exército do califa Ali (r. 656–661) e filho do proeminente general Calide ibne Ualide.

## Vida
Muajir era filho de Calide ibne Ualide, um membro do clã Banu Maquezum e um general líder das primeiras conquistas muçulmanas. Ao contrário de seu irmão paterno Abederramão, Muajir apoiou o califa Ali (r. 656–661) na Primeira Guerra Civil Muçulmana e morreu lutando contra o exército do principal inimigo de Ali, o governador da Síria e futuro fundador do Califado Omíada Moáuia ibne Abi Sufiane, na Batalha de Sifim do verão de 657. Tinha um filho chamado Calide.